# Hemaris rubra
Hemaris rubra ist ein Schmetterling (Nachtfalter) aus der Familie der Schwärmer (Sphingidae).

## Merkmale
Die Falter haben eine Flügelspannweite von 44 bis 58 Millimetern. Ihre Flügel sind fast vollständig mit rötlich braunen Schuppen bedeckt. Die Art ist diejenige der Gattung Hemaris mit dem geringsten Anteil durchsichtiger Flügelbereiche, wenn man von Hemaris croatica absieht, bei der durchsichtige Bereiche vollständig fehlen. Die Genitalien der Männchen ähneln denen der Männchen von Hemaris croatica und Hemaris tityus, der Fortsatz des rechten Sacculus ist jedoch länger.

## Vorkommen und Lebensweise
Die tagaktive Art ist bisher nur in einigen Tälern des Kaschmir nachgewiesen. Sie besiedelt blütenreiche Wiesen um 2500 Meter Seehöhe. Pro Jahr fliegt eine Generation von Mitte Juni bis Anfang August. Über die weitere Lebensweise ist, wie auch über die Präimaginalstadien und die Parasitoide nichts bekannt. Vermutlich überwintert die Art als Puppe.

## Belege
1. 1 2 3  Sphingidae of the Western Palaearctic. A.R. Pittaway, abgerufen am 5. Juli 2013.
2. ↑  Bernard d’Abrera: Sphingidae Mundi – Hawkmoths of the world. E.W. Classey, Faringdon 1986, ISBN 0-86096-022-6, S. 113 (englisch).